# Eudulophasia circumducta
Eudulophasia circumducta là một loài bướm đêm trong họ Geometridae.